# Stețivka, Ciîhîrîn
Stețivka (în ucraineană Стецівка) este o comună în raionul Ciîhîrîn, regiunea Cerkasî, Ucraina, formată numai din satul de reședință. În secolul al XIX-lea, satul făcea parte din volostul Stețivka, uezdul Oleksandria.

## Demografie
Componența lingvistică a comunei Stețivka
     Ucraineană (97,22%)
     Rusă (2,45%)
     Alte limbi (0,31%)
Conform recensământului din 2001, majoritatea populației comunei Stețivka era vorbitoare de ucraineană (97,22%), existând în minoritate și vorbitori de rusă (2,45%).